# Coefficiente di van 't Hoff
Il coefficiente di van 't Hoff (o fattore di dissociazione) è un coefficiente correttivo che viene introdotto nel calcolo delle proprietà colligative nel caso in cui la soluzione contenga elettroliti. Esso è un fattore di correzione adimensionale che esprime la quantità di particelle o ioni che effettivamente si producono dalla dissoluzione di una mole di soluto (inizialmente allo stato solido) in un solvente.
Il fattore di dissociazione è così definito:
i = 1 + α(ν − 1)
dove α è il grado di dissociazione e ν rappresenta il numero di moli formate dalla dissociazione di ogni mole di sostanza (ovvero il numero di ioni in cui si dissocia una molecola di soluto), ricavabile dalla relazione stechiometrica.
Per la maggior parte dei non elettroliti il coefficiente assume valori vicino a 1, mentre per i composti ionici il coefficiente è pari al numero di ioni formati per unità di sostanza.

## Storia
Il coefficiente di van 't Hoff prende il nome dal chimico olandese Jacobus Henricus van 't Hoff.
Egli dimostrò che, analogamente alla legge di Boyle-Mariotte dei gas perfetti, vi è una relazione di proporzionalità tra pressione osmotica (π), concentrazione molare (M) e temperatura (T) di una soluzione. Tale relazione è detta "equazione di van 't Hoff".

## Coefficiente di van 't Hoff e proprietà colligative
Nel caso di soluzioni elettrolitiche, le espressioni dell'innalzamento ebullioscopico {\displaystyle \Delta T_{eb}} e dell'abbassamento crioscopico {\displaystyle \Delta T_{c}} vanno corrette per il coefficiente di van 't Hoff, ottenendo le seguenti relazioni:
{\displaystyle \Delta T_{eb}=K_{eb}\cdot m\cdot i}
{\displaystyle \Delta T_{c}=K_{c}\cdot m\cdot i}
in cui:
- {\displaystyle m} è la concentrazione molale del soluto;
- {\displaystyle K_{eb}} è la costante ebullioscopica molale del solvente;
- {\displaystyle K_{c}} è la costante crioscopica molale del solvente.

Analogamente, per il calcolo della pressione osmotica {\displaystyle \pi } per soluzioni di elettroliti, vale la relazione:
{\displaystyle \pi =M\cdot R\cdot T\cdot i}
in cui:
- {\displaystyle R} è la costante universale dei gas perfetti (pari a 8,314 J/mol K)
- {\displaystyle T} è la temperatura assoluta (in K)
- {\displaystyle M} è la concentrazione molare del soluto (in mol/dm³).

Introducendo inoltre il coefficiente di van 't Hoff nella relazione che esprime l'abbassamento della pressione di vapore {\displaystyle p_{A}^{0}=P_{AB}/x_{A}} si ottiene la seguente espressione:
{\displaystyle P_{AB}={\frac {n_{A}}{n_{A}+n_{B}\cdot i}}\cdot p_{A}^{0}}
in cui:
- {\displaystyle P_{AB}} è la pressione di vapore della soluzione;
- {\displaystyle p_{A}^{0}} è la pressione di vapore del solvente puro;
- {\displaystyle n_{A}} e {\displaystyle n_{B}} sono il numero di moli di solvente (A) e soluto (B);
- {\displaystyle x_{A}} è la frazione molare del solvente.

## Esempi
Per l'acido cloridrico (HCl), che si dissolve in acqua secondo la formula:
HCl(aq) + H2O(l) → H3O+(aq) + Cl-(aq)
si ha i=2 perché forma due ioni (perciò ν=2) e la dissociazione è pressoché completa (perciò α viene approssimata ad 1).
Per l'idrossido di calcio (Ca(OH)2), che si dissolve in acqua secondo la formula:
Ca(OH)2(s) → Ca2+(aq) + 2OH-(aq)
si ha i=3 perché forma tre ioni (due ioni OH- ed uno ione Ca2+, perciò ν=3) e la dissociazione è pressoché completa (perciò α viene approssimata ad 1).